# Деформаційний потенціал
Деформаці́йний потенціа́л — потенціал взаємодії між довгохвильовими фононами й електронами в твердому тілі.
Деформаційний потенціал будується, виходячи з припущення, що локальна зміна густини кристалу при проходженні акустичного фонона призводить до зниження дна енергетичної зони за формулою
{\displaystyle E_{B}=E_{B0}-\sigma {\text{Sp}}{\hat {\varepsilon }}},
де {\displaystyle E_{B}} — енергія дна зони, {\displaystyle E_{B0}} — відповідна величина в ідеальному кристалі, {\displaystyle {\hat {\varepsilon }}} — тензор деформації, {\displaystyle \sigma } — певний коефіцієнт. Sp — позначення сліду матриці.
Сталу σ можна оцінити, знаючи залежність енергії електронної системи від густини електронів. Наприклад, у випадку ідеального електронного газу 
{\displaystyle \sigma ={\frac {3}{2}}E_{F}}, де {\displaystyle E_{F}} - рівень Фермі.
Тензор деформації в кристалі можна виразити через амплітуди фононів. Виражений через оператори народження й знищення електронів і фотонів, деформаційний потенціал записується 
{\displaystyle {\hat {H}}_{int}={\frac {1}{\sqrt {N}}}\sum _{\mathbf {k} ,\mathbf {q} ,\mathbf {g} }F_{a}(\mathbf {q} +\mathbf {g} )a_{\mathbf {k} +\mathbf {q} +\mathbf {g} }^{\dagger }a_{\mathbf {k} }(b_{\mathbf {qa} }-b_{-\mathbf {q} a}^{\dagger })},
де 
{\displaystyle F_{a}(\mathbf {q} )=-i\sigma {\sqrt {\frac {\hbar |\mathbf {q} |}{2Mc_{a}}}}}
{\displaystyle \hbar } — зведена стала Планка, M — сумарна маса атомів однієї елементарної комірки, {\displaystyle c_{a}} — швидкість звуку для поздовжньої гілки фононів, {\displaystyle \mathbf {k} } - квазі-імпульс електрона, {\displaystyle \mathbf {q} } — квазі-імпульс фонона, {\displaystyle \mathbf {q} } - вектор оберненої ґратки, {\displaystyle a_{\mathbf {k} }^{\dagger }} — оператор народження електрона, {\displaystyle b_{\mathbf {q} a}^{\dagger }} - оператор народження акустичного фонона.
Члени з ненульовими векторами оберненої ґратки описують процеси перекиду, які можуть відігравати значну роль при високих температурах. При таких процесах навіть довгохвильові акустичні фонони можуть розсіювати електрони на великі кути.